# Friedrich Egen
Christian Friedrich Egen (* 27. Januar 1903 in Marschalkenzimmern; † 18. Januar 1974 in Stuttgart) war ein deutscher Jurist zur Zeit des Nationalsozialismus.

## Leben
Egen besuchte nach dem Ende seiner Schullaufbahn ab 1917 das Theologische Seminar in Maulbronn sowie Blaubeuren und begann ab 1921 ein Theologiestudium an der Universität Tübingen. Bereits ein Jahr später orientierte er sich um und begann in Tübingen ein Studium der Rechtswissenschaft, das er 1925 an der Universität Berlin mit dem ersten juristischen Staatsexamen abschloss. Nach seiner Referendariatszeit bestand er 1928 das zweite juristische Staatsexamen und promovierte zwischenzeitlich 1926 zum Dr. jur. Im Herbst 1928 wurde Egen stellvertretender Leiter am Oberamt Göppingen und wurde dort im folgenden Jahr zum Regierungsrat befördert. Danach leitete er von Herbst 1932 bis zum Frühjahr 1933 kommissarisch das Landratsamt Vaihingen. Ab März 1933 leitete Egen beim württembergischen Innenministerium das Verkehrsreferat und wurde 1939 zum Oberregierungsrat befördert. Zum 1. Mai 1933 trat Egen der NSDAP bei (Mitgliedsnummer 3.226.528).
Nach Ausbruch des Zweiten Weltkrieges war Egen im deutsch besetzten Polen ab Mitte September 1939 Stadthauptmann von Radom. Zudem bekleidete er den Posten des Kreishauptmanns in Sandomierz. Im Distrikt Radom des Generalgouvernements war Egen von Mitte Dezember 1939 bis Juli 1942 und erneut von September 1943 bis Dezember 1944 Kreishauptmann von Radom-Land. Unter den Distriktsgouverneuren des Distrikts Radom Karl Lasch und Ernst Kundt fungierte Egen ab Anfang Januar 1940 als Vizegouverneur und Leiter des dortigen Distriktsamts. Egen wurde 1943 zum Ministerialrat befördert.
Nach Kriegsende wurde Egen Anfang November 1945 festgenommen und am 18. Dezember 1946 gemäß der Moskauer Deklaration, nach der nationalsozialistische Verbrecher an den Ort ihrer Verbrechen zu überstellen waren, an die Volksrepublik Polen überstellt. Egen erhielt am 28. September 1948 durch das Bezirksgericht Radom eine zwölfjährige Haftstrafe. Basis des Urteils waren Egens leitende Posten im Distrikt Radom. Egen, der während seiner Haftzeit durch die „Rechtsschutzstelle für Deutsche im Ausland des Hilfswerks der Evangelischen Kirche“ unterstützt wurde, kam 1956 aus der Haft nach Deutschland zurück. Auch durch die Staatsanwaltschaft Stuttgart wurde gegen Egen wegen seiner Tätigkeiten im Generalgouvernement ermittelt, das Verfahren wurde mit dem Tod Egens eingestellt.

## Schriften
- Die Reichs-Straßenverkehrs-Ordnung mit Einführungsverordngn, Ausführungsanweisg, d. württ. Durchführungsbestimmungen u. dem Kraftfahrzeuggesetz, Stuttgart : Kohlhammer, 1934.